# 嘉保
嘉保（）は、日本の元号の一つ。寛治の後、永長の前。1094年から1096年までの期間を指す。この時代の天皇は堀河天皇。

## 改元
- 寛治8年12月15日（ユリウス暦1095年1月23日） 疫病により改元
- 嘉保3年12月17日（ユリウス暦1097年1月3日） 永長に改元

## 嘉保期におきた出来事
- 1094年（嘉保元）
  - 4月 - 美作国の申請により、新立荘園 (日本)の制止を議定する。
  - 5月 - 田楽流行の兆し
- 1096年（嘉保3年（12月に「永長」に改元））
  - 6月 - 庶民だけではなく貴族らをも巻き込んだ永長の大田楽が流行
  - 8月7日 - 田楽観覧が好きだった媞子内親王急死、衝撃を受けた実父の白河上皇が出家。水を差された形で田楽ブームが終息。
  - 10月 - 大宰府に来着の宋人のことを議する。
  - 11月 - 畿内で大地震（永長地震）が発生。
  - 12月17日 - 永長に改元

## 西暦との対照表
※は小の月を示す。
| 嘉保元年（甲戌） | 一月      | 二月※ | 三月  | 閏三月※ | 四月  | 五月※ | 六月 | 七月  | 八月※ | 九月  | 十月   | 十一月※ | 十二月※  |
| ---------------- | --------- | ----- | ----- | ------- | ----- | ----- | ---- | ----- | ----- | ----- | ------ | ------- | -------- |
| ユリウス暦       | 1094/1/19 | 2/18  | 3/19  | 4/18    | 5/17  | 6/16  | 7/15 | 8/14  | 9/13  | 10/12 | 11/11  | 12/11   | 1095/1/9 |
| 嘉保二年（乙亥） | 一月      | 二月※ | 三月  | 四月※   | 五月  | 六月※ | 七月 | 八月※ | 九月  | 十月  | 十一月 | 十二月※ |          |
| ユリウス暦       | 1095/2/7  | 3/9   | 4/7   | 5/7     | 6/5   | 7/5   | 8/3  | 9/2   | 10/1  | 10/31 | 11/30  | 12/30   |          |
| 嘉保三年（丙子） | 一月      | 二月※ | 三月※ | 四月    | 五月※ | 六月※ | 七月 | 八月※ | 九月  | 十月  | 十一月 | 十二月※ |          |
| ユリウス暦       | 1096/1/28 | 2/27  | 3/27  | 4/25    | 5/25  | 6/23  | 7/22 | 8/21  | 9/19  | 10/19 | 11/18  | 12/18   |          |